# Psaume 133 (132)
Le psaume 133 (132 selon la numérotation grecque) est l'un des quinze cantiques des degrés. Son nom latin, Ecce quam bonum, est notamment la devise du Jesus College de Cambridge.

## Texte
| verset | original hébreu                                                         | traduction française de Louis Segond | Vulgate latine |
| ------ | ----------------------------------------------------------------------- | --- | --- |
| 1      | שִׁיר הַמַּעֲלוֹת, לְדָוִד:הִנֵּה מַה-טּוֹב, וּמַה-נָּעִים-- שֶׁבֶת אַחִים גַּם-יָחַד                 | [Cantique des degrés. De David.] Voici, oh ! qu’il est agréable, qu’il est doux pour des frères de demeurer ensemble !                               | [Canticum graduum David] Ecce quam bonum et quam jucundum habitare fratres in unum                                    |
| 2      | כַּשֶּׁמֶן הַטּוֹב, עַל-הָרֹאשׁ--יֹרֵד, עַל-הַזָּקָן זְקַן-אַהֲרֹן:שֶׁיֹּרֵד, עַל-פִּי מִדּוֹתָיו            | C’est comme l’huile précieuse qui, répandue sur la tête, descend sur la barbe, sur la barbe d’Aaron, qui descend sur le bord de ses vêtements.       | Sicut unguentum in capite quod descendit in barbam barbam Aaron quod descendit in ora vestimenti eius                 |
| 3      | כְּטַל-חֶרְמוֹן-- שֶׁיֹּרֵד, עַל-הַרְרֵי צִיּוֹן:כִּי שָׁם צִוָּה יְהוָה, אֶת-הַבְּרָכָה--חַיִּים, עַד-הָעוֹלָם | C’est comme la rosée de l’Hermon, qui descend sur les montagnes de Sion ; car c’est là que l’Éternel envoie la bénédiction, la vie, pour l’éternité. | Sicut ros Hermon qui descendit in montes Sion quoniam illic mandavit Dominus benedictionem et vitam usque in saeculum |

## Usages liturgiques

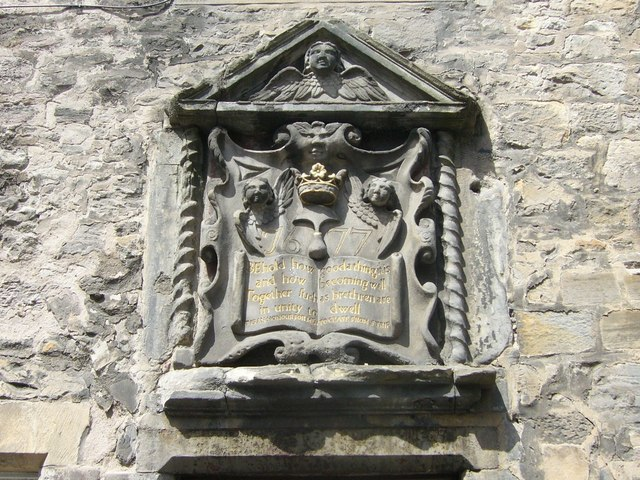
Bas-relief de l'ancienne ghilde des cordonniers d'Édimbourg. Sur le livre ouvert, on lit le premier verset du psaume 133 en anglais : Behold how good a thing it is and how becoming well, together such as brethren are, in unity to dwell.

### Dans le judaïsme
Le psaume 133 est récité après la michna entre souccot et le sabbat hagadol. Le premier verset fait partie de l'hymne populaire Hine ma tov.

### Dans le christianisme

#### Chez les catholiques
La distribution ancienne des psaumes, depuis le haut Moyen Âge, était assez différente. Vers 530, saint Benoît de Nursie, fondateur de son ordre, attribua les derniers psaumes aux offices de vêpres. En conséquence, ce psaume 133 (132) était traditionnellement exécuté lors de la célébration de vêpres du mardi, selon la règle de saint Benoît,. 
Dans la liturgie des Heures actuelle, le psaume 133 est chanté ou récité le vendredi de la quatrième semaine à l’office du milieu du jour.